# Thyon

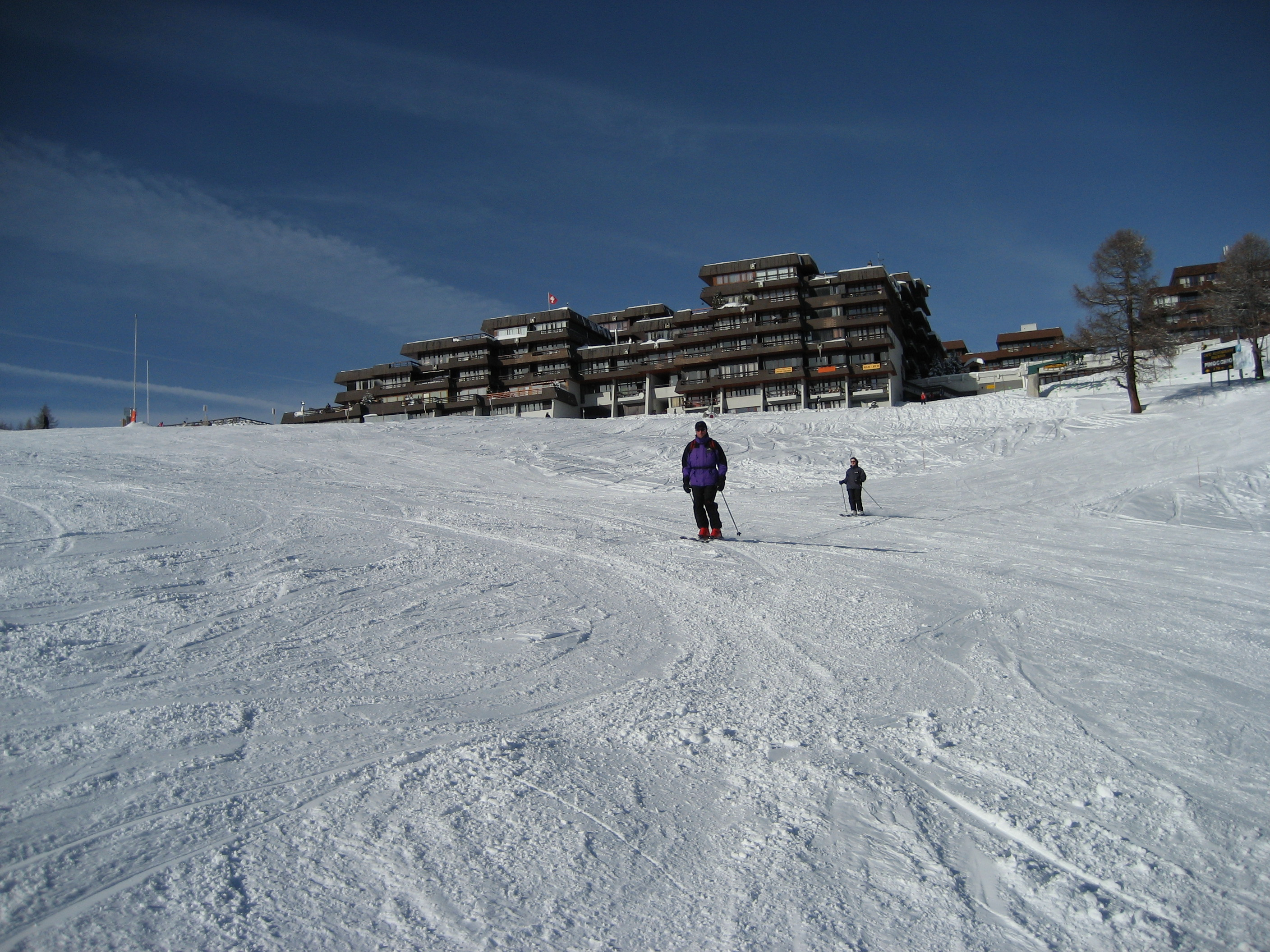
Skistation Thyon 2000 im Januar 2008

Thyon auf 2095 m ü. M. ist ein Ortsteil der politischen Gemeinde Vex am Westhang des Val d’Hérémence im Bezirk Hérens im Kanton Wallis.
Das Dorf ist an das Skigebiet 4 Vallées mit den Destinationen La Tzoumaz, Nendaz, Verbier und Veysonnaz angebunden. Zwischen Thyon und Veysonnaz befindet sich unter anderem die  Piste de l'Ours (Bärenpiste), auf der auch schon des Öfteren Weltcup-Rennen ausgetragen wurden.
Die Thyon-Région umfasst die beiden Gemeinden Hérémence sowie Vex und zieht sich von der weiten, fruchtbaren Rhône-Ebene (600 m) hinauf bis auf den Mont-Blanc de Cheilon (3870 m ü. M.). In diesem Gebiet entstanden nacheinander die Stationen Les Collons, Thyon 2000 und Les Masses. Dabei wurden in den 1960er und 1970er Jahren zunächst grössere Appartementhäuser, später immer mehr Einzel-Chalets auf den ehemaligen Alpwiesen errichtet. Im Skigebiet im Bereich von Thyon dominieren leichte und mittelschwere Pisten. Das Panorama erstreckt sich über das Matterhorn, die Dent Blanche und den Mont Blanc.
Die Station umfasst heute 80 Einwohner und 7000 Gästebetten.